# 상신이디피
상신이디피(Sangsin Energy Display Precision)는 대한민국의 이차전지 부품 기업이다.

본사는 충청남도 천안시 서북구 직산읍 4산단6길 57에 위치해 있으며 대표이사는 김일부이다.

## 상장
2007년 5월 23일에 주관사를 하나대투증권으로 공모가 7,000원에 코스닥 시장에 상장하였다.

## 참고문헌
1. ↑  상신이디피, 성장 중인 2차전지 부품주, 아이투자, 2023-02-01
2. ↑  상신이디피 , 삼성SDI 美 배터리합작사 인근 부지 확보…공급망 생태계 확충, 더그루, 2023.05.24
3. ↑  상신이디피, 삼성 손잡고 2차전지 부품 생산↑…"올해 영업익 49% 오를것", 머니투데이, 2022-06-30